# Glasbena lekcija
'Glasbena lekcija' ali  Gospa pri virginalu z gospodom Jana Vermeerja je slika mlade učenke, ki prejema glasbeno lekcijo od moškega. Moški ima rahlo odprta usta, kar daje vtis, da poje ob glasbi, ki jo igra mlado dekle. To nakazuje, da obstaja odnos med obema figurama in ideja o ljubezni in glasbi, ki sta povezani skupaj. To je bila pogosta tema med nizozemsko umetnostjo v tem časovnem obdobju. Vermeer je v svojih slikah dosledno uporabljal iste predmete, kot so pogrnjena preproga, beli vrč za vodo, različni instrumenti, keramična tla in okna, ki prenašajo svetlobo in sence. To je ena redkih slik, ki jih je ustvaril Vermeer in so bile shranjene v njegovem domu do njegove smrti leta 1675, ko jih je bila njegova družina prisiljena prodati. Postala je del Kraljeve zbirke in je trenutno na ogled v galeriji slik v Buckinghamski palači v Londonu.

## Izvor
Slika je bila prodana maja 1696 v Delftu, del zbirke Jacoba Dissousa, v kateri je bilo veliko Vermeerjev. Kasneje leta 1718 jo je kupil beneški umetnik Giovanni Antonio Pellegrini, Pellegrinijevo zbirko pa je pozneje kupil Joseph Smith.
Glasbena lekcija je del Kraljeve zbirke Velike Britanije od leta 1762, ko je kralj Jurij III. Britanski kupil Smithovo zbirko slik. Ko je bila slika pridobljena, so verjeli, da je delo Fransa van Mierisa starejšega zaradi napačne interpretacije podpisa. Théophile Thoré ga je pravilno pripisal Vermeerju šele leta 1866, čeprav so bili nekateri učenjaki skeptični ali je bil Vermeer ali ne. V različnih obdobjih so ga hranili tako v Buckinghamski palači kot na gradu Windsor in je upodobljen v akvarelu Charlesa Wilda Grad Windsor: Kraljeva omara, 1816, pripravljenem za Zgodovino kraljevih rezidenc Williama Pyna.

## Materiali za slikanje
Sliko je leta 1968 raziskoval Hermann Kühn, gradivo o analizi pigmentov pa je tudi na spletni strani Narodne galerije v Londonu, kjer je bila slika vključena na razstavo Vermeer in glasba: umetnost ljubezni in prosti čas leta 2013. Glasbena lekcija je zrelo Vermeerjevo delo in njegovo ravnanje z barvami ter izbira slikarskih materialov[ je le eden od vidikov, ki dokazujejo njegovo mojstrstvo. Na sliki prevladujejo temni predeli, kot je modrikasto-črna tla, poslikana v kostno črni barvi z dodatkom naravnega ultramarina.

## V popularni kulturi
Dokumentarni film Tim's Vermeer iz leta 2013 dokumentira poskus izumitelja in podjetnika Tima Jenisona, da poustvari The Music Lesson, da bi preizkusil svojo teorijo, da je Vermeer slikal s pomočjo optičnih naprav. Jenison dobi priložnost za kratek zasebni ogled slike v Buckinghamski palači. Filmska trditev, da je Vermeer uporabil nekaj podobnega Jenisonovi tehniki, je bila kontroverzna in jo je umetnostni kritik Jonathan Jones zasmehoval.